# David Gates
Cet article concerne l'auteur-compositeur-interprète. Pour l'écrivain, voir David Gates (écrivain). Pour le physicien, voir David Murray Gates.
David Gates, né le 11 décembre 1940 à Tulsa (Oklahoma), est un auteur-compositeur-interprète, guitariste, musicien et producteur américain, leader et co-chanteur (avec Jimmy Griffin) du groupe Bread, qui a atteint le sommet des hit-parades musicaux en Europe et en Amérique du Nord à plusieurs reprises dans les années 1970. Le groupe a été intronisé au Vocal Group Hall of Fame.

## Biographie

### Jeunesse et débuts
David Ashworth Gates est né à Tulsa, dans l'Oklahoma le 11 décembre 1940. Gates a été entouré de musique dès son plus jeune âge, en tant que fils de Clarence Gates, directeur d'orchestre, et de Wanda Rollins, professeur de piano. Il maîtrise le piano, le violon, la basse et la guitare lorsqu'il s'inscrit à la Will Rogers High School de Tulsa. Gates forme son premier groupe, The Accents, avec d'autres musiciens du lycée, dont un pianiste, Claude Russell Bridges, qui changera plus tard de nom pour devenir Leon Russell. En 1957, David Gates sort avec les Accents son premier 45 tours Jo-Baby / Lovin' at Night sur le label Robbins. La face A est écrite pour sa petite-amie, Jo Rita, qu'il épouse en 1959 alors qu'il était inscrit à l'Université d'Oklahoma où il étudiait le droit et la médecine. À Oklahoma, il devient membre de la fraternité internationale Delta Tau Delta.

### Le succès et Bread

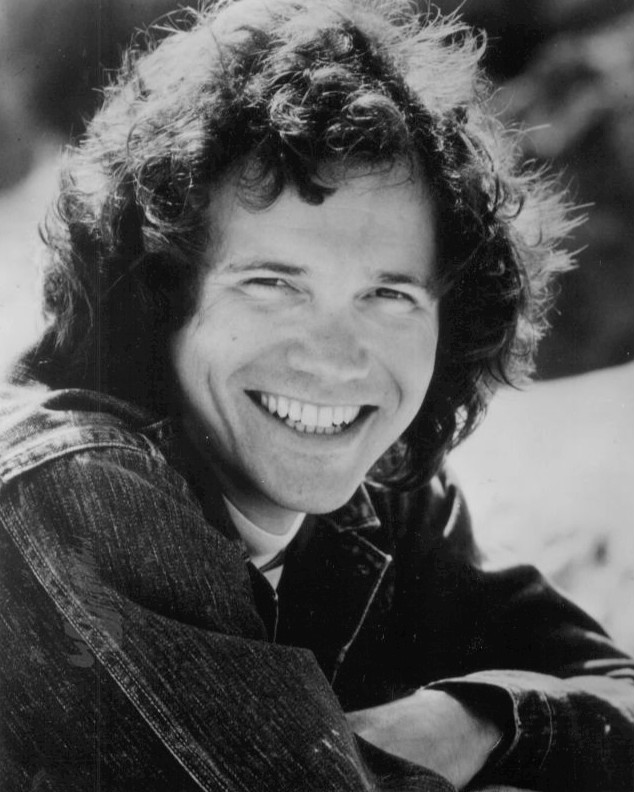
David Gates en 1975.

En 1968, Gates s'associe à Jimmy Griffin (en) pour former le groupe Bread, qui est signé par la maison de disques Elektra, où il restera pendant les huit années de son existence. Le premier album du groupe, intitulé Bread, sort en 1969, et se classe à la 127e place du Top LPs du Billboard. Le premier extrait, Dismal Day, écrit par Gates, sort en juin 1969 mais ne rencontre qu'un succès limité.
Le deuxième album de Bread, On the Waters, est sorti en 1970 et connaît un succès considérable. Il contient le single numéro un Make It with You (en) et est le premier des sept albums consécutifs de Bread à devenir disque d'or aux États-Unis. Les trois albums suivants de Bread, Manna (1971), Baby I'm-a Want You (1972) et Guitar Man (1972) rencontrent également le succès, avec davantage de singles classés et de disques d'or. De 1970 à 1973, Bread a classé 11 singles au Billboard Hot 100, et tous ont été écrits et chantés par Gates. Cela a provoqué un certain antagonisme entre Gates et Griffin, qui a également contribué de manière significative aux albums de Bread en tant que chanteur et auteur-compositeur. Bread se sépare en 1973, et donne son dernier concert au Salt Palace de Salt Lake City, dans l'Utah, le 19 mai 1973.
Gates enregistre et produit son premier album solo First en 1973. Le single Clouds, une version courte du titre de l'album Suite Clouds and Rain, s'est classé à la 47e place du Billboard Hot 100 et à la 3e place du classement Adult Contemporary. 
Bread s'est reformé en 1976 pour un dernier album, Lost Without Your Love (en), sorti à la fin de l'année. La chanson-titre — encore une fois écrite et chantée par Gates — a atteint la 9e place du Billboard Hot 100. À la fin de l'année 1977, Gates sort ce qui sera son plus grand succès en tant qu'artiste solo, Goodbye Girl, tiré du film Adieu, je reste (The Goodbye Girl) sorti en 1977, qui atteint la quinzième place du Billboard Hot 100 en 1978. Pour capitaliser sur ce succès, Gates prépare un album en juin 1978 qui comprend des morceaux de ses deux premiers albums solo avec de nouvelles chansons. Il produit un autre single à succès, Took the Last Train qui atteint la 30e place du Billboard Hot 100, mais l'album lui-même obtient moins de succès atteignant la 165e place du Billboard 200.

## Postérité et hommages
La compilation The David Gates Songbook, sorti en 2002, comprend des succès antérieurs en solo ou avec Bread ainsi que de nouvelles chansons de David Gates. Engelbert Humperdinck a repris les chansons Baby I'm-a Want You et If sur ses albums respectifs de 1972 et 2003. Frank Sinatra a également repris If lors d'un concert en 1974. Les chansons de Gates ont été enregistrées par plusieurs artistes, dont Telly Savalas, qui a connu un succès avec If en 1975, Vesta Williams avec Make It with You en 1988, le groupe Cake avec The Guitar Man en 2004, Ray Parker Jr qui reprend également The Guitar Man en 2005 et Boy George avec sa reprise d'Everything I Own en se basant sur la version reggae de Ken Boothe de la chanson. De plus, Jack Jones a enregistré un album hommage à Bread en 1972, incluant le célèbre morceau de Gates, If, qui est devenu un élément clé de ses concerts.

## Discographie

### Albums studio
| Date | Titre                    | Classements | Classements | Classements |
| Date | Titre                    | US          | UK          | AUS         |
| ---- | ------------------------ | ----------- | ----------- | ----------- |
| 1973 | First (en)               | 107         | –           | –           |
| 1975 | Never Let Her Go (en)    | 102         | 32          | –           |
| 1978 | Goodbye Girl (en)        | 165         | 28          | 69          |
| 1980 | Falling in Love Again    | –           | –           | –           |
| 1981 | Take Me Now              | –           | –           | –           |
| 1994 | Love Is Always Seventeen | –           | –           | –           |

### Compilations
| Date | Titre                         | Classements | Classements | Classements |
| Date | Titre                         | US          | UK          | AUS         |
| ---- | ----------------------------- | ----------- | ----------- | ----------- |
| 1985 | Anthology                     | –           | –           | –           |
| 2002 | The David Gates Songbook (en) | –           | 11          | 34          |

### Singles
| Date | Titre                                 | Classements | Classements | Classements | Classements |
| Date | Titre                                 | US          | US AC       | UK          | CAN AC      |
| ---- | ------------------------------------- | ----------- | ----------- | ----------- | ----------- |
| 1957 | Jo Baby                               | –           | –           | –           | –           |
| 1958 | Pretty Baby                           | –           | –           | –           | –           |
| 1959 | Swingin' Baby Doll                    | –           | –           | –           | –           |
| 1960 | What's This I Hear                    | –           | –           | –           | –           |
| 1960 | The Happiest Man Alive                | –           | –           | –           | –           |
| 1961 | Teardrops in My Heart                 | –           | –           | –           | –           |
| 1962 | Sad September                         | –           | –           | –           | –           |
| 1963 | No One Really Loves a Clown           | –           | –           | –           | –           |
| 1964 | The Oakie Surfer                      | –           | –           | –           | –           |
| 1964 | My Baby's Gone Away                   | –           | –           | –           | –           |
| 1964 | She Don't Cry                         | –           | –           | –           | –           |
| 1965 | Little Miss Stuck-Up                  | –           | –           | –           | –           |
| 1965 | Just a Lot of Talk                    | –           | –           | –           | –           |
| 1965 | Sad September                         | –           | –           | –           | –           |
| 1965 | Let You Go                            | –           | –           | –           | –           |
| 1965 | I Don't Come from England             | –           | –           | –           | –           |
| 1973 | Suite: Clouds, Rain                   | 47          | 3           | –           | –           |
| 1973 | Sail Around the World / Lorilee       | 50          | 11          | –           | –           |
| 1975 | Never Let Her Go (en)                 | 29          | 3           | –           | –           |
| 1975 | Part-Time Love                        | –           | 34          | –           | –           |
| 1977 | Goodbye Girl (en)                     | 15          | 3           | 50          | –           |
| 1978 | Took the Last Train (en)              | 30          | 7           | –           | –           |
| 1979 | Where Does the Lovin' Go              | 46          | 9           | –           | –           |
| 1980 | Can I Call You                        | –           | –           | –           | –           |
| 1980 | Falling in Love Again                 | –           | –           | –           | –           |
| 1981 | Take Me Now (en)                      | 62          | 15          | –           | 9           |
| 1981 | Come Home for Christmas               | –           | –           | –           | –           |
| 1994 | I Can't Find the Words to Say Goodbye | –           | –           | –           | –           |